# オイゲン・ワルミング

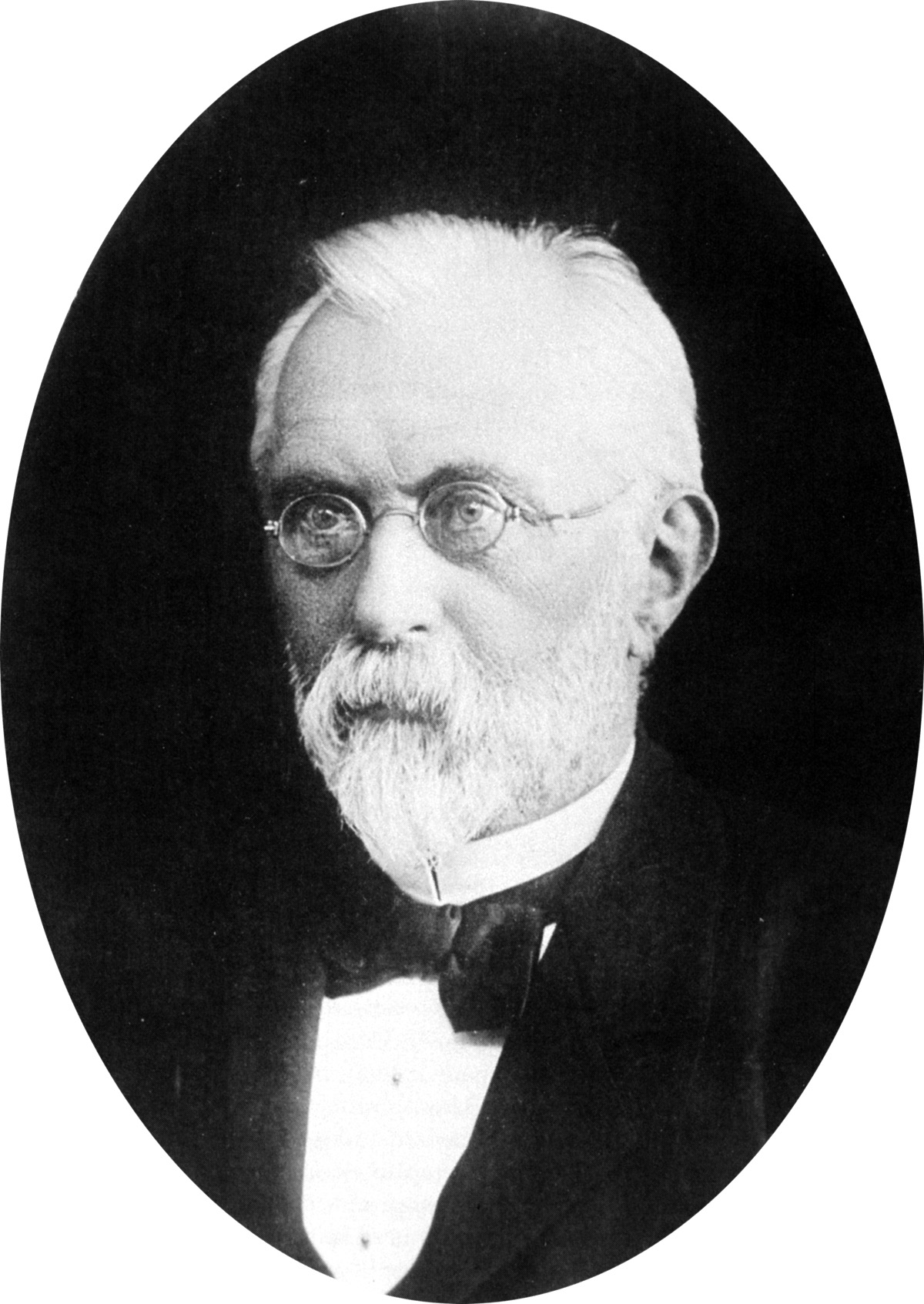
オイゲン・ワルミング

オイゲン・ワルミング（Eugen Warming、Johannes Eugenius Bülow Warming、1841年11月3日 - 1924年4月2日）はデンマークの植物学者である。生態学の分野に貢献した。

## 略歴
デンマーク・ワッデン海諸島のマンデ島に聖職者の息子に生まれた。1859年からコペンハーゲン大学で自然科学を学んだ。1863年から1866年の間はデンマーク生まれで、ブラジルで暮らした博物学者のペーター・ヴィルヘルム・ルンドの助手として働き、ブラジルのサバンナを旅した。1897年にミュンヘン大学で植物学を学んだ後、ボン大学のヨハネス・フォン・ハンスタインのもとで顕微鏡を使った植物解剖学を研究し、1871年に博士号を得た。
1875年にコペンハーゲン大学の非常勤教授となり、1882年にスウェーデンのストックホルム大学の植物学の教授となった。1884年にデンマークの軍艦、Fylla号による西グリーンランドの科学探検に参加した他、多くの海外の調査に参加した。1888年にゲッティンゲン科学アカデミーの会員に選ばれた。1886年から、コペンハーゲン大学の植物学の教授、コペンハーゲン大学植物園の園長を務め1911年までその職にあった。
植物生態学の基礎の構築に貢献し、植物生態地理学の大系を築いた。1895年の著書"Plantesamfund" はドイツ語（"Lehrbuch der Ökologischen Pflanzengeographie. Eine Einführung in die Kenntnis der Pflanzenvereine"）や英語（"Oecology of Plants. An introduction to the study of plant communities":「植物生態学;植物群落の研究概要」）に翻訳された。環境諸要因中、とくに水分要因を重要視し、栄養方法や水分収支を加味した生活形の設定や、群落遷移に関する一般的な法則の発見などに貢献した。

## 著作
- Den danske botaniske literatur fra de aeldste tider til 1880. Kopenhagen 1881 Biodiversity Heritage Library
- Handbuch der systematischen Botanik. Gebrüder Borntraeger, 1890 Google-USA*
- On the Vegetation of Tropical America. 1892
- A Handbook of systematic Botany. 1895 Biodiversity Heritage Library
- Lehrbuch der ökologischen Pflanzengeographie. 2. Auflage, Berlin 1902 Biodiversity Heritage Library
- Eug. Warming's Lehrbuch der ökologischen Pflanzengeographie. 3. Auflage, Berlin 1918 Biodiversity Heritage Library
- A Handbook of systematic Botany. 2. Auflage, 1904 Biodiversity Heritage Library
- Den danske planteverdens historie efter istiden. Kopenhagen 1904 Biodiversity Heritage Library
- Dansk Plantevaest. Kopenhagen 1906 Biodiversity Heritage Library
- Warming-Joahnnsen Lehrbuch der allgemeinen Botanik. 1909
- Oecology of Plants: an Introduction to the Study of Plant-Communities. Oxford 1909 Biodiversity Heritage Library, Biodiversity Heritage Library
- The Botany of Iceland. 1912-1918 Biodiversity Heritage Library
- Mindeskrift i anledning af hundredaaret for Japetus Steenstrups fodsel. Kopenhagen 1914 Biodiversity Heritage Library